# Енн Генслоу Барнард

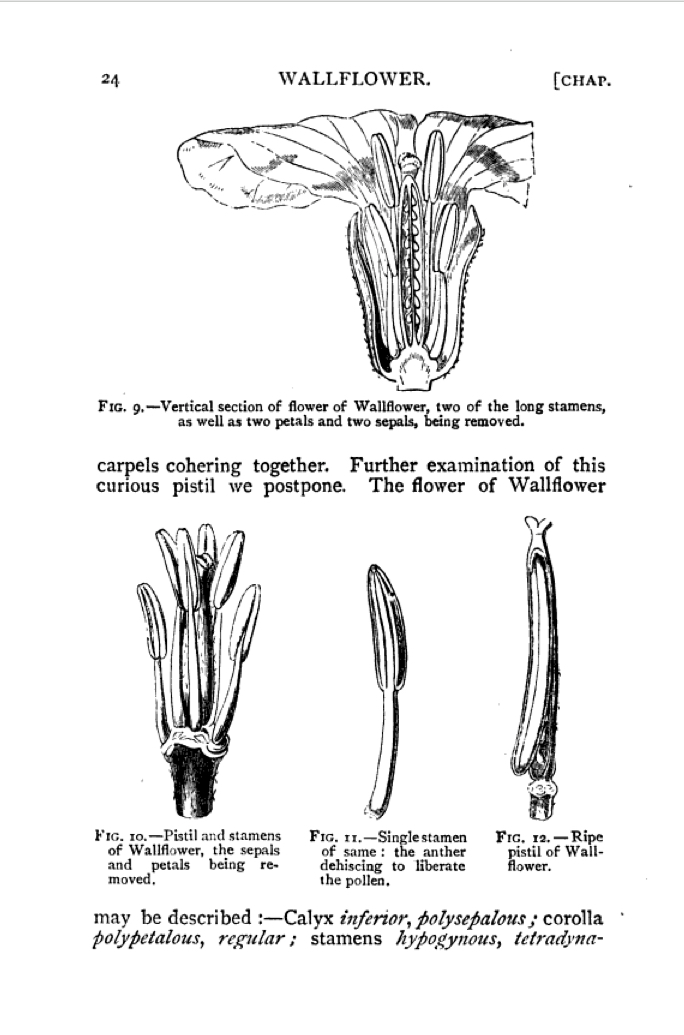
Ілюстрація частин квітки жовтушника для книги Деніела Олівера «Уроки елементарної біології» (1864), с. 24

Енн Генслоу Барнард (англ. Anne Henslow Barnard; 1833 —1899) — художниця, ілюстраторка ботанічних видань.

## Біографія
Енн Генслоу Барнард народилася в 1833 році[а]. Наймолодша дочка ботаніка та професора Кембриджського університету Джона Стівенса Генслоу та Гаррієт Дженінс (англ. Harriet Jenyns), дочки священника Джорджа Леонарда Дженінса та сестри натураліста Леонарда Дженінса:46. Її старша сестра Френсіс Гаррієт вийшла заміж за ботаніка Джозефа Долтона Гукера:264, а один із її братів, Джордж, став професором ботаніки.
1859 року вона вийшла заміж за військового Роберта Кері Барнарда(англ. Robert Cary Barnard), сина давнього друга її батька. У них було вісім дітей.
Батько Енн Барнард був одним із перших професорів Кембриджського університету, який давав лекції, використовуючи ілюстрації. Деякі з них базувалися на замальовках Барнард, які завершував художник-ілюстратор Вальтер Гуд Фітч.
Вона малювала для Curtis's Botanical Magazine протягом 1879 —1894. Також Енн Барнард ілюструвала видання Деніела Олівера «Уроки елементарної біології» (1864), яке базувалося на рукописі її батька. Видання перевидавалося кілька десятиріч. Хоча її внесок не був значним, вона вважалася хорошим художником-ілюстратором.
Енн Барнард померла 19 січня 1899 року.

## Виноски
1. 1 2 3 4 5 6 7  Rix A. J. Anne Barnard: Her life and contribution to Curtis's Botanical Magazine // Curtis's Botanical Magazine — Wiley-Blackwell, 2023. — ISSN 1355-4905; 1467-8748; 0011-4073 — doi:10.1111/CURT.12510
2. 1 2  "The Henslow family – Relationships Relative to John Stevens Henslow. ". Natstand, March 6, 2015, updated Dec. 4, 2015. Accessed Dec. 23, 2015.
3. 1 2  Walters, Stuart Max, and Elizabeth Anne Stow. Darwin's Mentor: John Stevens Henslow, 1796-1861. Cambridge University Press, 2001, pp. 19–20; 271.
4. 1 2  Jenyns, Leonard. Memoir of the Rev. John Stevens Henslow. John Van Voorst, London, 1862.
5. ↑  «The Life and Times of Charles Maries». Архів оригіналу за 23 липня 2011. Процитовано 11 лютого 2017.
6. ↑  "Anne Barnard" [Архівовано 26 грудня 2015 у Wayback Machine.]. Darwin Correspondence Project, University of Cambridge, 2015. Accessed Dec. 23, 2015.
7. ↑  Darwin, Charles, Frederick Burkhardt, and Duncan M. Porter. The Correspondence of Charles Darwin. Vol. 8. Vol. 1860. Cambridge University Press, 2002, p. 290.
8. ↑  Porter, Duncan, and Peter Graham. Darwin's Sciences. John Wiley & Sons, 2015.
9. 1 2 3  Desmond, Ray, ed. Dictionary of British and Irish Botantists and Horticulturalists. CRC Press, 1994.
10. ↑  Harris, Barbara Jean, and Jo Ann McNamara. Women and the Structure of Society: Selected research from the Fifth Berkshire Conference on the History of Women. Duke University Press, 1984, p.70.